# Сельская правда (Новосибирск)
«Сельская правда» — советская газета, выходившая в 1920-х и 1930-х годах, с 1920 по 1921 — в Омске, с 1922 по 1939 год — в Новониколаевске/Новосибирске.

## История
Газету в разное время издавали: Сиббюро ЦК РКП(б), Новониколаевский губернский комитет РКП(б), Сибкрайком ВКП(б), Новосибирский окружком ВКП(б), Западно-Сибирский крайком ВКП(б), Новосибирский обком ВКП(б).
Первый номер вышел в свет 24 января 1920 года в Омске. В июне 1921 года газета переехала в Новониколаевск, здесь публикация возобновилась лишь 12 января 1922 года.
В 1920-е годы тираж издания варьировался от 14 000 до 25 000, опережая по этому показателю «Советскую Сибирь».
В середине 1920-х годов на территории Сибири трудились 750 селькоров издания.
До 1926 года «Сельская правда» печаталась нерегулярно (в 1920 — 144 номера, в 1925 году — 60), с 1926 по 1927 года публиковалась еженедельно, с 1929 по 1937 год — около двух раз в неделю.
В 1931—1932, 1934 годах печатались специальные номера, которые подготовливали выездные редакции.
28 февраля 1939 года был издан последний номер, после чего газета вошла в состав «Советской Сибири».

## Приложения
В разные годы к газете выходили приложения: журнал «Крестьянский адвокат» (1924), газеты «Советы агронома» (1924—1926) и «Листок селькора» (1928).

## Редакторы
Должность редактора занимали А. П. Оленич-Гнененко, П. К. Голиков и т. д.